# Lasionota vigintiguttatus
Lasionota vigintiguttatus es una especie de escarabajo del género Lasionota, familia Buprestidae. Fue descrita científicamente por Perty en 1830.

## Distribución geográfica
Habita en el Neotrópico.